# Maria Viktorovna
Maria Viktorovna (russisch Мария Викторовна Marija Wiktorowna; * 22. Juli 1986 in Lipezk, Russische SFSR, Sowjetunion) ist eine russisch-US-amerikanische Webvideoproduzentin und ASMR-Künstlerin. Ihr YouTube-Kanal Gentle Whispering ASMR verzeichnet über 2 Mio. Abonnenten.

## Karriere
Viktorovna gründete ihren englisch- und russischsprachigen YouTube-Hauptkanal Gentle Whispering ASMR am 24. Februar 2011. In ihren Videos schlüpft sie in verschiedene Rollen (z. B. Bibliothekarin, Masseurin, Krankenschwester, Kartenlegerin oder Kosmetikerin), in denen sie ihren Zuschauern Zuwendung und Aufmerksamkeit schenkt. Mit ihrer ruhigen, sanften Stimme bzw. durch Flüstern und andere akustische Reize löst sie bei dafür empfänglichen Zuschauern Autonomous Sensory Meridian Responses (kurz ASMR) aus.
In einem ihrer beliebtesten Videos tut sie so, also würde sie dem Zuschauer eine Schläfenmassage geben, indem sie ihre Hände zur Kamera führt. Außerdem „streicht“ sie dem Zuschauer mit einer Feder über die Wange und sagt mit flüsternder Stimme Sätze wie „Ich hoffe, das gefällt dir“ oder „Ich hoffe, das hilft dir, zu entspannen“. In ihrem Video Sleep-Inducing Haircut (deutsch ‚Schlaf-induzierender Haarschnitt‘) spielt sie eine Friseurin, die dem Zuschauer „die Haare schneidet“.
In ihrem ersten veröffentlichten Video blätterte sie durch eine Zeitschrift und spielte mit Muscheln. Das Video wurde jedoch innerhalb eines Monats nur zweimal aufgerufen, sodass sie es wieder löschte. Ihre folgenden Videos zogen mehr Aufmerksamkeit auf sich und Ende 2011 hatte ihr Kanal rund 30.000 Abonnenten. Im Jahr 2014 lag die Zahl ihrer Abonnenten bereits bei über 300.000. Bis Anfang Januar 2020 erreichte ihr Hauptkanal eine Abonnentenzahl von mehr als 2 Mio. und wurde insgesamt über 836 Mio. mal aufgerufen. Es wird geschätzt, dass sie mit ihren Videos jährlich rund 130.000 US-Dollar verdient.
Für die Produktion von komplexeren Videos benötigt Viktorovna nach eigenen Angaben bis zu drei Tage: Sie recherchiert geeignete Worte und Geräusche, die sie verwenden möchte, schreibt Drehbücher, testet Licht-, Ton- sowie Kameraeinstellungen und entfernt bei der Nachbearbeitung des gedrehten Videos störende Geräusche.
Am 14. Oktober 2011 gründete sie ihren Zweitkanal Sassy Masha Vlogs, der sich vor allem mit Lifestyle-Themen beschäftigt und auf dem sie Einblicke in ihr Privatleben gibt.

## Rezeption
Viktorovna zählt zu den einflussreichsten Künstlern der ASMR-Szene und hat mit ihrer Arbeit zahlreiche andere ASMR-Webvideoproduzenten inspiriert. Von den Medien wurde sie unter anderem als „erster ASMR-Star“, das „de facto öffentliche Gesicht von ASMR“ sowie „Königin des ASMR“ bezeichnet. Ihre Rollenspiele gelten als „Pionierarbeit“ der ASMR-Kunst. Sie wurde unter anderem vom New Yorker porträtiert, von Cosmopolitan interviewt und eines ihrer Videos wurde in der Ellen DeGeneres Show gezeigt. In der 1. Folge Die Internet-Flüsterer der 1. Staffel der Netflix-Dokumentationsreihe Follow This wird Viktorovna bei ihrer Arbeit begleitet.
Die Produktionsqualität ihrer Videos wurde als „durchweg gut“ bezeichnet und verbessere sich stetig. Craig Richard, Professor für Biopharmazeutische Wissenschaften und Gründer des ASMR-Forschungsprojekts an der Shenandoah University in Virginia, erinnert Viktorovnas Sprechweise in ihren Videos an die Art, wie Mütter zu einem Säugling sprechen, um ihn zu beruhigen: „Sehr mütterlich […] Wenn jemand sanft mit uns spricht, wenn uns jemand sanft berührt oder uns fürsorglich anschaut, dann [weiß unser Gehirn], dass diese Person hier ist, um uns zu helfen. Und dann können wir uns entspannen, weil wir uns sicher fühlen.“